# 여두둔

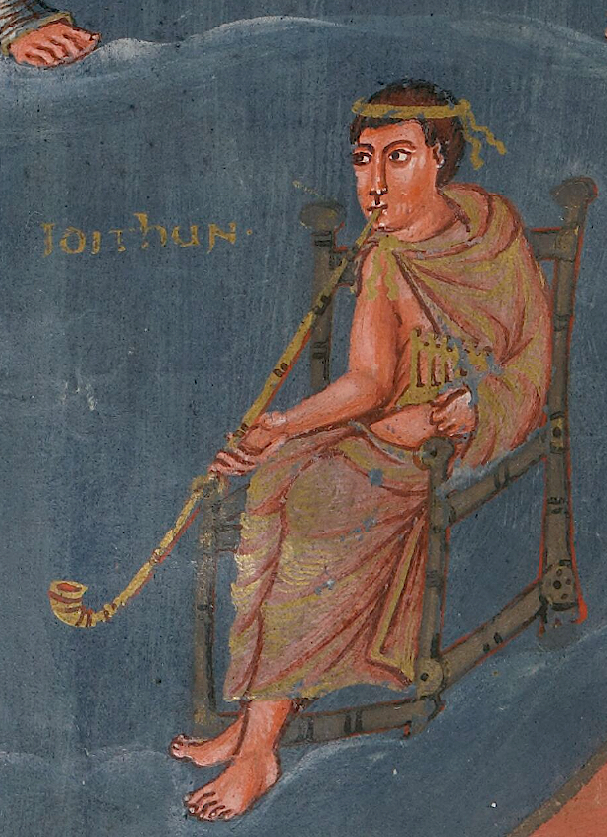
서기 845년경, 프랑스. 예두툰이 이베리아 나팔 모양이지만 갈대 파이프 모양인 이 악기를 연주하는 모습이 묘사되어 있다. 비비안 성경에서 발췌.

여두둔(Jeduthun)은 '찬양하라', '칭찬하는'을 뜻하는 단어로, 성경에 나오는 한두 사람의 이름이다.
- 므라리 가문에 속한 레위 사람으로, 다윗이 임명한 세 음악 명사 중 한 사람. (역대상 16:41, 42; 25:1-6) 그의 직무는 일반적으로 성전 봉사의 음악을 감리하는 것이었다. 여두둔의 이름은 시편 39편, 62편, 77편의 머리 부분에 있는데, 이는 아마도 그의 합창단이 그 노래를 부를 것임을 암시하는 것 같다.
- 다윗이 언약궤를 예루살렘으로 옮길 당시에 문지기였던 그의 아들이나 자손 오벳에돔의 레위 사람(역대상 16:1).
- 헤만과 여두둔은 나팔과 제금을 부는 일과 기타 악기를 연주하는 일을 맡았다. (역대상 16:42).